# Бердет (Њујорк)
Бердет (енгл. Burdett) град је у америчкој савезној држави Њујорк.

## Демографија
По попису из 2010. године број становника је 340, што је 17 (-4,8%) становника мање него 2000. године.
| Група             | 2000.       | 2010.       |
| Белци             | 353 (98,9%) | 325 (95,6%) |
| Афроамериканци    | 1 (0,3%)    | 3 (0,9%)    |
| Азијати           | 0 (0,0%)    | 1 (0,3%)    |
| Хиспаноамериканци | 1 (0,3%)    | 3 (0,9%)    |
| Укупно            | 357         | 340         |